# Krebshusgården
Krebshusgården har oprindelig været bedested/gæstgiveri med navnet Krebsehus fra ca. 1660. Det blev lukket i 1880. Pga. jernbanens komme i Sorø i 1857 stilnede trafikken af på den gamle kongevej, så har der sikkert ikke været grundlag for at drive gæstgiveri. Fra 1880 blev det en avlsgård, deraf navnet Krebshusgården. Der har været ca. 155 tønder land til gården, da den var på sit højeste.
Fra 1941 til 1961 ejedes gården af Olsens enkefrø. I 1961 købte Sorø Store Ladegård Krebshusgården. De ejede gården indtil 2004, hvor den blev udmatrikuleret fra Sorø Store Ladegård. Fra 2015 er gården ejet af Jan Blume Larsen og Bonnie Rønn Noer.